# Orchestina pakitza
Espèce
Orchestina pakitza est une espèce d'araignées aranéomorphes de la famille des Oonopidae.

## Distribution
Cette espèce se rencontre en Colombie dans le département de Vaupés et au Pérou dans la région de Madre de Dios,.

## Description
La femelle holotype mesure 1,28 mm.

## Étymologie
Son nom d'espèce lui a été donné en référence au lieu de sa découverte, Pakitza.

## Publication originale
- Izquierdo & Ramírez, 2017 : Taxonomic revision of the jumping goblin spiders of the genus Orchestina Simon, 1882, in the Americas (Araneae: Oonopidae). Bulletin of the American Museum of Natural History, no 410, p. 1-362 (texte intégral).